# Furcilla petila
Furcilla petila là một loài ruồi trong họ Asilidae. Furcilla petila được Martin miêu tả năm 1975. Loài này phân bố ở vùng Tân Bắc giới.